# Wallis Franken
Pour les articles homonymes, voir Franken (homonymie).
 (juin 2017).
Si vous disposez d'ouvrages ou d'articles de référence ou si vous connaissez des sites web de qualité traitant du thème abordé ici, merci de compléter l'article en donnant les références utiles à sa vérifiabilité et en les liant à la section « Notes et références ».
Wallis Franken est une top-model américaine née le 28 juin 1947 et morte le 9 mai 1996 à Paris.

## Biographie
Née d'un père commerçant dans le textile, Randolph Franken, fils d'un immigré allemand, et d'une mère elle-même mannequin, Dorothy, elle est la dernière d'une fratrie qui compte aussi Randy Franken et Lee Franken. Elle commence sa carrière dans les années 1960, à l'âge de 16 ans, à New York. En 1966, après un séjour en Grèce pour le travail, elle découvre Paris et la France, où elle effectue une grande partie de sa carrière.  
En 1969, elle fait une première incursion dans la chanson et enregistre un premier disque contenant deux titres (Johan et Patter of Rain) composés par William Sheller et Tom Arena, un membre du groupe Les Irrésistibles avec qui Wallis sort à l'époque. En avril de cette année, Wallis participe même au Festival de Lugano où elle présente un troisième titre, Never Chase a Rainbow, parmi d'autres artistes tels que Françoise Hardy et Mina. 
À la même période, Wallis fait la connaissance de Philippe de Henning, un pilote de formule 3, lors d'une soirée chez Castel. Ensemble ils ont trois enfants : Rhea, Celia et Fatima qui meurt à l'âge de trois mois. Ils se séparent en 1976. Quelque temps plus tard, Wallis fait la connaissance du jeune couturier Claude Montana dont elle va devenir la muse. Au début des années 1980, elle se retire officiellement des podiums, ce qui ne l'empêche pas de continuer à faire des apparitions.
En 1983, elle revient dans la chanson et chante Salut les Salauds avec le groupe Interview. En 1984, elle connaît un succès en solo en interprétant la chanson Étrange Affaire, reprise du titre Foreign Affair de Mike Oldfield. En 1987, elle apparaît dans le film Jeux d'artifices de Virginie Thévenet ainsi que dans le clip Justify My Love de Madonna en 1992. Le 22 juillet 1993, elle épouse son ami et partenaire de longue date, le couturier Claude Montana. La cérémonie a lieu à la mairie du 7e arrondissement de Paris, suivie d'une réception à l'Institut du monde arabe en présence d'invités comme Yves Saint Laurent. 
À la fin des années 1980 et au début des années 1990, elle se montre déçue du show-business : on ne lui propose plus aucune chanson, alors qu'elle espérait enregistrer plusieurs albums et se lancer dans une carrière de chanteuse beaucoup plus concrète. Elle ne fait alors plus que quelques apparitions dans le milieu du spectacle et plonge peu à peu dans la dépression. Le 9 mai 1996, à l'âge de 48 ans, elle se suicide en se jetant par la fenêtre de son appartement parisien situé rue de Lille.

## Liste de ses chansons
- 1969 : Johan / Patter of Rain / Never Chase a Rainbow (sous le nom de Wallis)
- 1983 : Salut les Salauds (avec le groupe Interview)
- 1984 : Étrange Affaire
- 1985 : Foreign Affair / Helico Radio